# Dama Ali
Dama Ali är en vulkan i Etiopien.   Den ligger i regionen Afar, i den centrala delen av landet, 400 km nordost om huvudstaden Addis Abeba. Toppen på Dama Ali är 1 068 meter över havet.
Terrängen runt Dama Ali är huvudsakligen kuperad. Dama Ali är den högsta punkten i trakten. Runt Dama Ali är det ganska glesbefolkat, med 23 invånare per kvadratkilometer. Det finns inga samhällen i närheten. Trakten runt Dama Ali är ofruktbar med lite eller ingen växtlighet.